# Le Parc (quartier de Royan)
Pour les articles homonymes, voir Le Parc.
Le Parc est un quartier résidentiel de Royan situé à l'est de la commune, mitoyen de la commune de Saint-Georges-de-Didonne dont il est séparé par un mince cours d'eau, le riveau de Boube (dit aussi « riveau de Vallières ») et du quartier de Maisonfort.

## Histoire

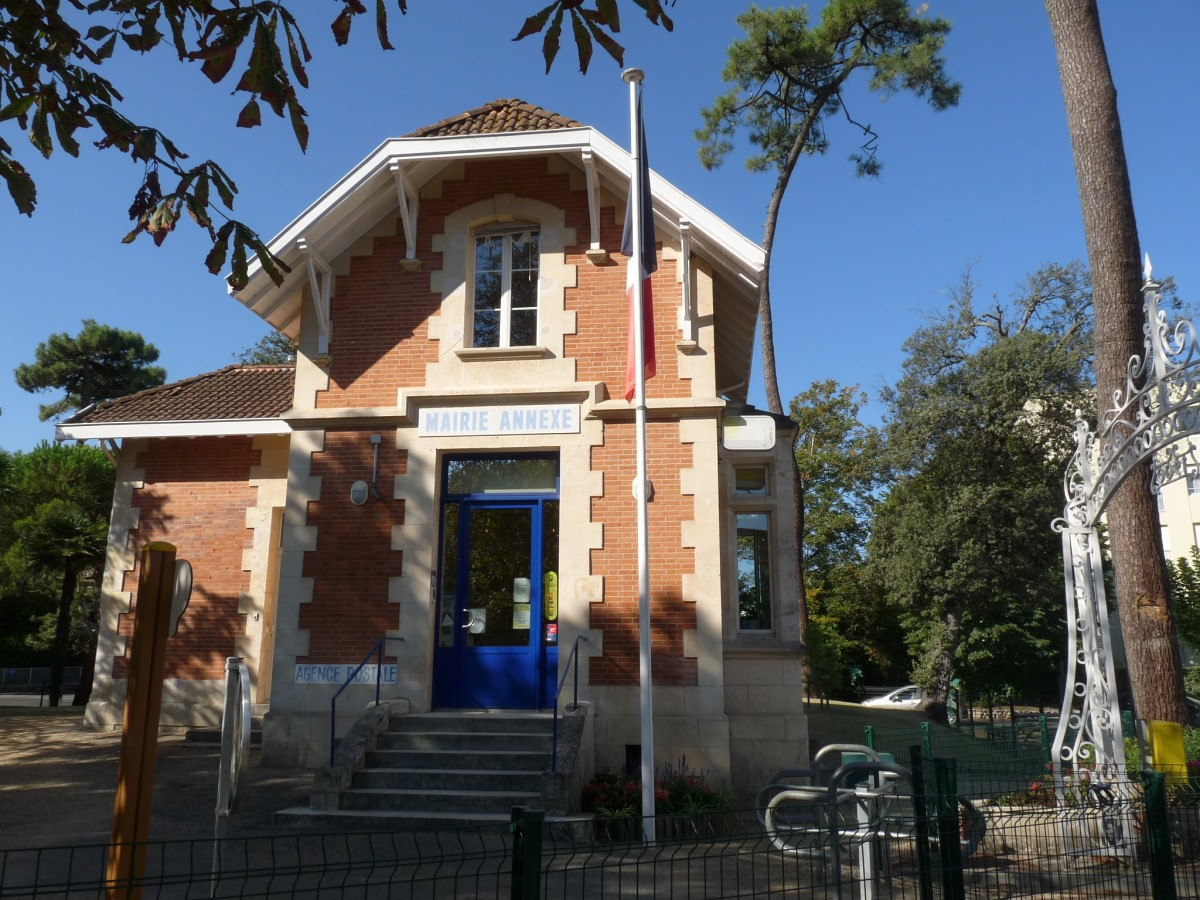
La mairie annexe du Parc

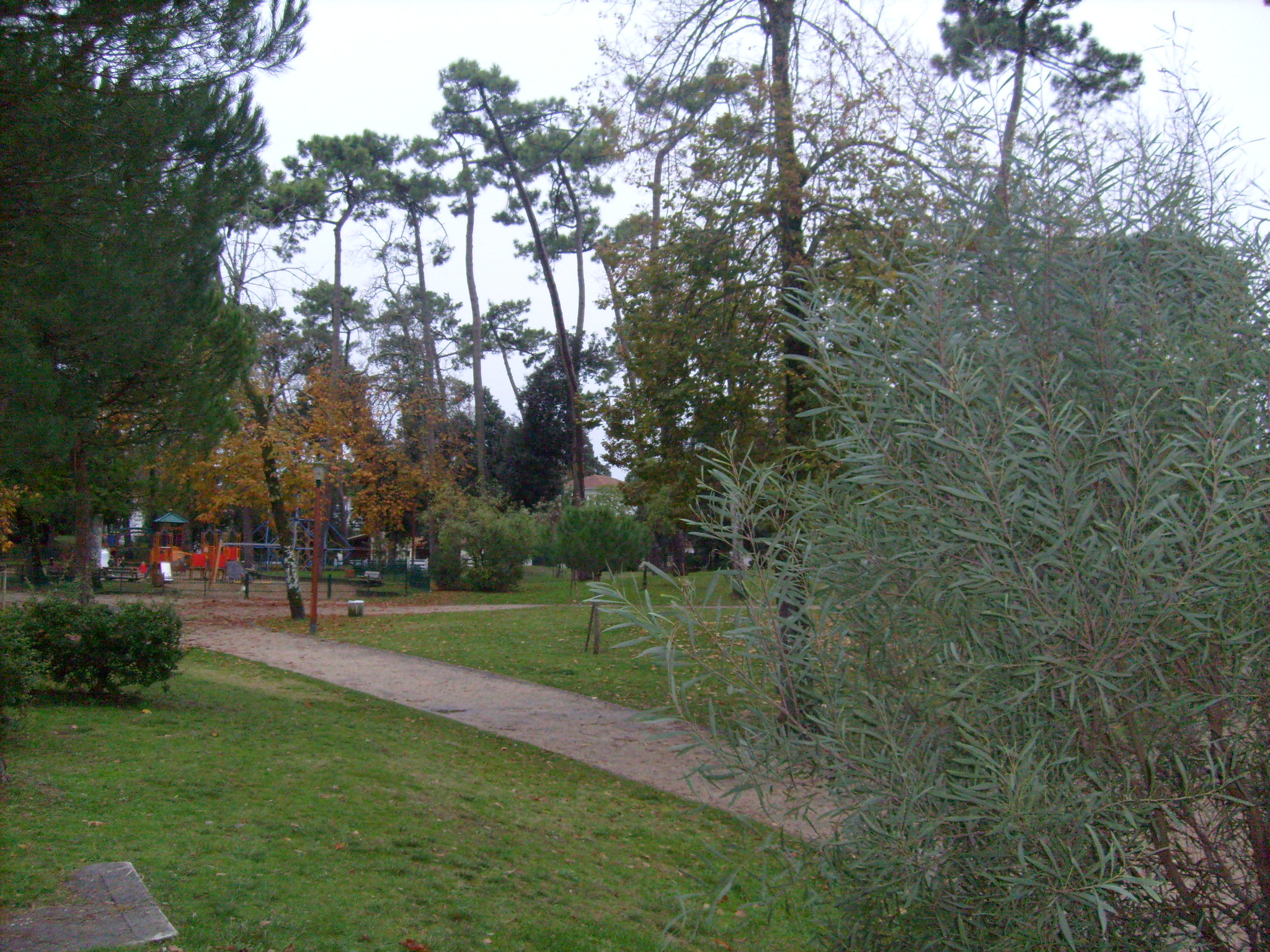
Le jardin public du Parc

Ce quartier situé en bordure de la plage de la Grande-Conche, dans la partie orientale de la ville, fut longtemps un espace désertique occupé par un important massif dunaire. Afin de fixer celui-ci, les autorités municipales décidèrent la plantation d'une forêt de pins maritimes dès la première moitié du XIXe siècle. Cependant, avec l'accroissement de la population et le développement du tourisme balnéaire, les bois furent peu à peu lotis dès 1885. D'imposantes villas succédèrent aux modestes chalets et le quartier devint peu à peu le rendez-vous de la haute-société : y résidèrent notamment Camille Saint-Saëns et Alphonse Daudet, tandis que Émile Zola logeait dans une villa appartenant à son éditeur, le « Paradou ». En 1890, le tramway fut installé, permettant de rejoindre le centre-ville et au-delà, le quartier de Pontaillac. L'inauguration officielle du réseau eut lieu le 30 août, en présence du ministre des travaux publics de l'époque, Yves Guyot. 
En 1891, un projet de casino fut déposé mais refusé par la municipalité. A la place de celui-ci, on décida l'édification du premier collège de Royan, qui prendra par la suite le nom d'Émile Zola. Le quartier accueillera les arènes de la ville, ou arènes de Vallières. On y pratiqua des courses de taureau avec mise à mort ainsi que des courses landaises jusqu'aux années trente. Tandis que le bombardement de 1945 détruisit à plus de 80 % le centre-ville, le quartier du Parc fut touché à « seulement » 15 %, préservant ainsi la plupart des villas qui s'y trouvaient. 
Le quartier actuel est dominé par deux monuments : le collège Émile Zola et l'Église Notre-Dame de l'Assomption, édifice moderniste construit dans les années 50. À proximité se trouve un petit jardin public abritant une aire de jeux pour les enfants, un mini-golf, un fronton de pelote basque, une annexe de la mairie et une agence postale. L'avenue des Semis concentre l'essentiel des commerces ainsi qu'un marché couvert.

## Bâtiments remarquables
- Église Notre-Dame-de-l'Assomption
- Villa Boomerang / La Rafale
- Villa Gracieux

## Pour approfondir